# Religion en Norvège
Selon un sondage Eurobarometer datant de 2018, 19 % « croient que Dieu existe » dont 17 % sont très religieux. Selon un autre sondage, de Gallup, 36 % des Norvégiens sont religieux. C'est la proportion la plus faible des pays occidentaux,.
Religions en Norvège (31.12.2018)
- Luthéranisme (69,91 %)
- Église catholique (3,02 %)
- Pentecôtisme (0,76 %)
- Église orthodoxe (0,51 %)
- Église évangélique luthérienne (0,37 %)
- Autres dénominations chrétiennes (2,21 %)
- Islam (3,29 %)
- Bouddhisme (0,39 %)
- Autres religions (0,35 %)
- Association humaniste norvégienne (1,81 %)
- Athées ou non croyant (17.36%)

## Histoire
Initialement et jusqu'à la fin de l'Âge des Vikings, la majorité des habitants de la Suède actuelle vénéraient les dieux anciens du paganisme nordique, comme dans les autres pays scandinaves. À la fin du XIe siècle, la Norvège est christianisée, le paganisme et ses rites sont alors interdits. Les lois contre le paganisme sont abolies au début du XXe siècle. On voit aujourd'hui beaucoup de traces du paganisme norrois en Norvège, particulièrement dans les toponymes, les noms des jours de la semaine, et dans la langue parlée en général. 
La Réforme protestante se répand facilement en Europe du Nord, hors du Saint-Empire romain germanique.
Le Danemark échoue à constituer une Église nationale (danoise) en 1520-1521.
L'union de Kalmar Danemark-Suède-Norvège (1397-1523) est suivie par l'union personnelle Danemark-Norvège (1523-1814), de fait sous administration danoise.
Les premiers prédicateurs réformés sont envoyés du Danemark en 1526.
Par l'ordonnance ecclésiastique du 2 septembre 1537, le pays passe au protestantisme, avec office en langue danoise.
Cela entraîne la fermeture d'une vingtaine de monastères catholiques.
Une partie de la minorité sami continue à pratiquer sa religion jusqu'à leur christianisation au XVIIIe siècle par les missionnaires dano-norvégiens.
Les premières vagues d'immigration norvégienne en Amérique, dans les années 1820, sont le fait d'individus et surtout de petites communautés relativement dissidentes religieusement, principalement piétistes du mouvement haugéen (en), d'après le pasteur luthérien Hans Nielsen Hauge (1771-1824), une sorte d'évangélisme charismatique de sacerdoce universel, proche par certains aspects de la Société religieuse des Amis (quakers).
Le mouvement, par le Synode Hauge (en) et le Synode Eielsen (en), est à l'origine de l'Église évangélique luthérienne en Amérique et de la Lutheran Free Church (en) (LFC). Le læstadianisme (Lars Levi Læstadius, prêtre luthérien suédois (1800-1861)) est proche de ces tendances.
La Norvège est le point de départ de la diffusion du pentecôtisme en Europe dès 1907, au travers du ministère du pasteur anglo-norvégien Thomas Ball Barratt, qui tient des réunions de réveil à Oslo dans sa communauté, baptisée « Filadelfia », qui attire bientôt l'attention internationale.
Il existe aujourd'hui un mouvement néo-païen en Norvège, Åsatrufellesskapet Bifrost fondé en 1996 (Asatru « Bifrost »), et Foreningen Forn Sed  en 1999.
- Christianisation des peuples scandinaves
- Traductions de la Bible en Norvège (en)
- Histoire du christianisme en Norvège (en)
- Réforme au Danemark-Norvège et Holstein (en)
- Anti-catholicisme en Norvège (en) depuis 1613 comme réaction à la Contre-Réforme et aux Jésuites

## Religions en présence

### Christianisme (75-80%)

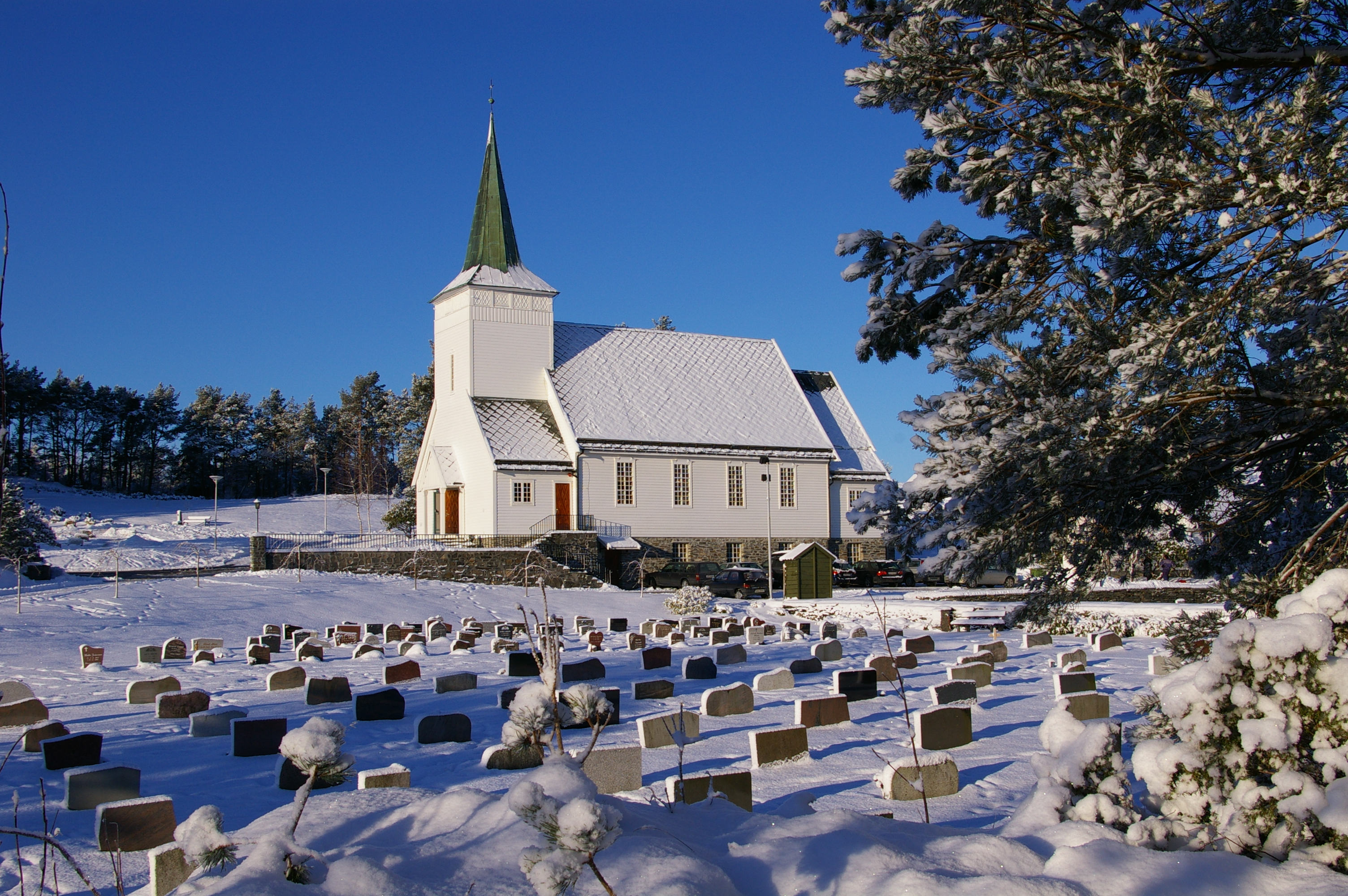
La plupart des villages en Norvège ont une église comme ici à Askøy.

Jusqu'en mai 2012, l’Église de Norvège (Den norske kirke), aussi appelée Église luthérienne évangélique de Norvège, était reconnue comme telle par la constitution du pays. Son gouverneur est le roi régnant, qui a donc l’obligation d’être de confession luthérienne. 
Les lois régissant le fonctionnement et le budget de l’Église de Norvège étaient votés par le Parlement et exécutés par le ministère des Églises. 
Le 21 mai 2012, les parlementaires norvégiens abolissent cette disposition constitutionnelle faisant de l’Église évangélique luthérienne l’Église d’État : L’État n’est plus confessionnel et la notion de « religion publique » disparait, à l'instar de l'impôt ecclésiastique même si l’État conserve la tâche de soutenir l’Église en tant que communauté de croyants. L’Église norvégienne est substituée à l'État pour la nomination des évêques et doyens tandis qu'il n'est plus nécessaire pour les membres du gouvernement d'appartenir à cette Église. 
En 2018, 69.1 % de la population déclare appartenir à l’Église de Norvège.
Les autres confessions chrétiennes regroupent environ 7 % de la population norvégienne :
- Église évangélique luthérienne libre de Norvège,
- Église catholique,
- congrégations pentecôtistes et méthodistes, adventistes, mormones, Témoins de Jéhovah...

### Autres religions (5%)
En raison d'une immigration récente, l’islam représente 3 % de la population norvégienne. 
Le judaïsme et les autres religions représentent moins de 1 % de la population. 
Les immigrants indiens ont introduit l'hindouisme en Norvège mais ne comptent que pour 0,5 % de la population du pays. 
Il existe onze organisations bouddhistes regroupées dans l'organisation-mère Buddhistforbundet ; 0,42 % de la population est bouddhiste.

### Autres spiritualités (20%)
Environ 3 % des Norvégiens adhèrent à l'Association humaniste norvégienne. 
Les personnes se déclarant sans confession comptent pour un peu plus de 17 % de la population.

### Autres minorités ethno-linguistiques
- Samis (55 544 en 2018)
- Roms, Voyageurs (suédois et) norvégiens (en) (romanifolket, tatere, sigøynere), parlant un scandoromani (10 000 estimés
- Skogfinns (10 000),  Finnskoginger, Finlandais des forêts, finnophones
- Kvènes (10 000)

### Paganisme et néo-paganisme
Le néopaganisme vise à revivifier et réinventer une partie des pratiques et traditions nordiques / scandinaves, au risque de retomber dans des dérives anciennes (1870-1940) : folklore scandinave, mythologie nordique, religion nordique ancienne et culture viking.
Il existe aussi quelques traces d'un néopaganisme européen de langue allemande (en), plutôt déplacé dans la région.
Le néopaganisme en Norvège (en) est constitué d'abord de trois groupes, Åsatrufellesskapet Bifrost (en) (Fraternité Ásatrú Bifröst, fondée en 1996, 368 membres en 2016), puis Foreningen Forn Sed (1999, environ 400 membres), et Vigrid (Norvège) (en)
Les deux premiers sont officiellement reconnus par le gouvernement norvégien en tant que sociétés religieuses, ce qui leur permet de conduire légalement des cérémonies civiles (comme des mariages). 
Forn Sed est membre du Congrès européen des religions ethniques depuis 2005.
Ces groupes ont également des déclinaisons relevant d'autres thématiques : Thelema, satanisme LaVeyen, occultisme, ariosophie, mysticisme nazi (armanisme façon Guido von List), odinisme, wotanisme, etc.
Une culture entre autres musicale s'est constituée depuis 1995, dont Wardruna semble une valeur sûre.

### Nouveaux mouvements religieux
Parmi les quelques nouveaux mouvements religieux (NMR) visibles en Norvège contemporaine (2020) : 
les courants mondiaux du New Age, et des résurgences d'anthroposophie, théosophie, géomancie, ésotérisme, occultisme.
- Théosophie en Scandinavie (en)

## Galerie

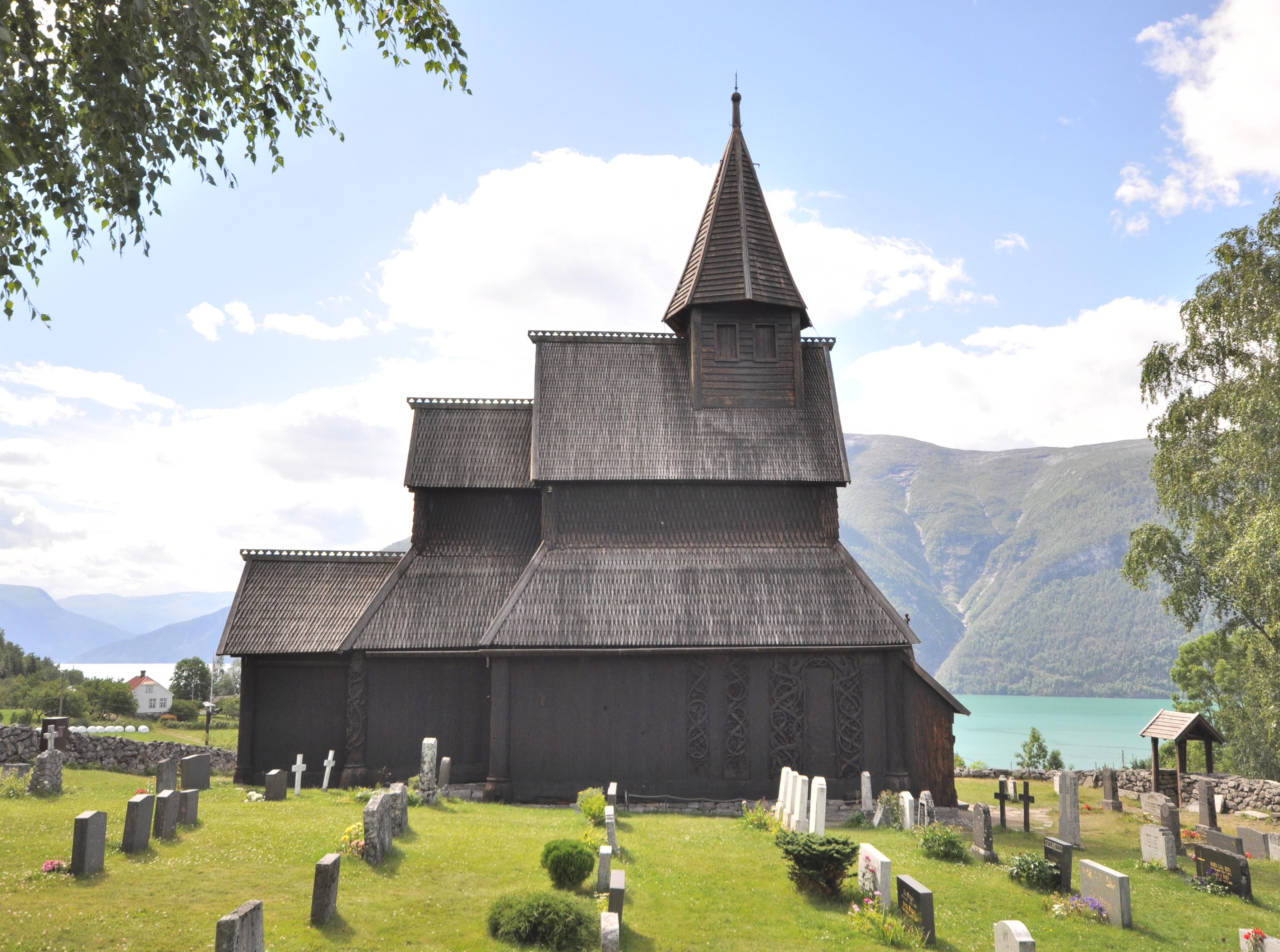
Stavkirke d'Urnes
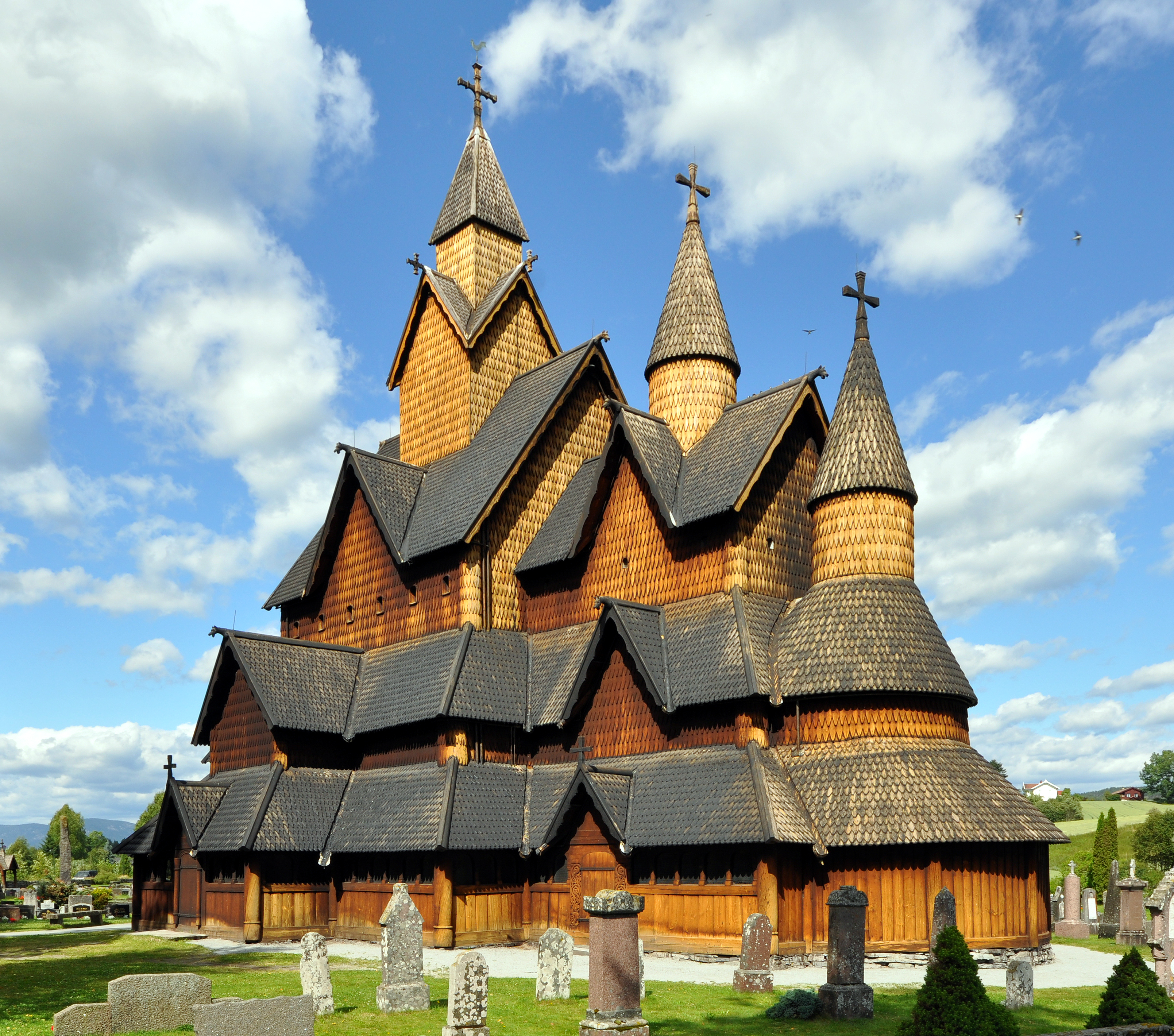
Stavkirke de Heddal
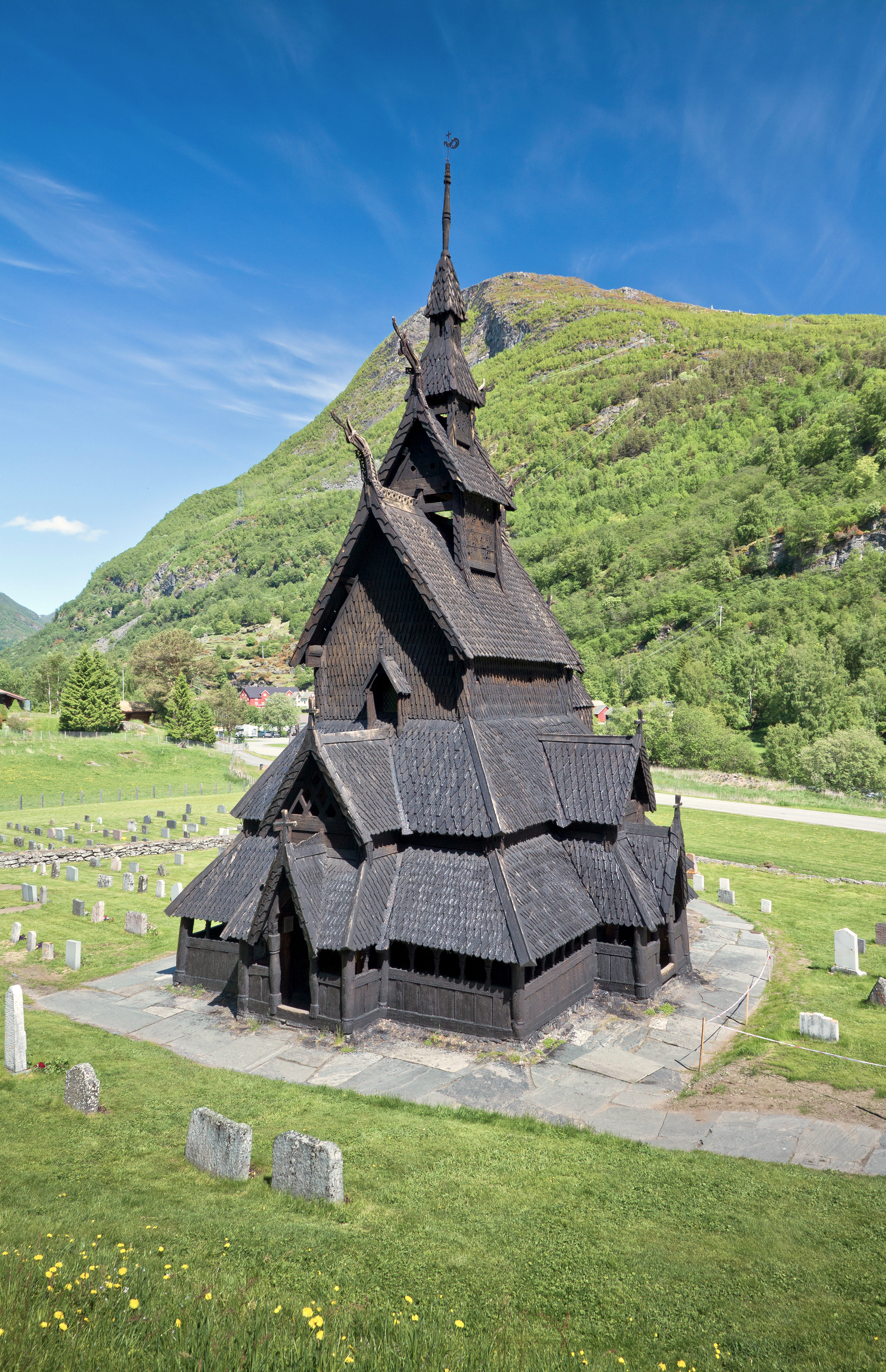
Stavkirke de Borgund
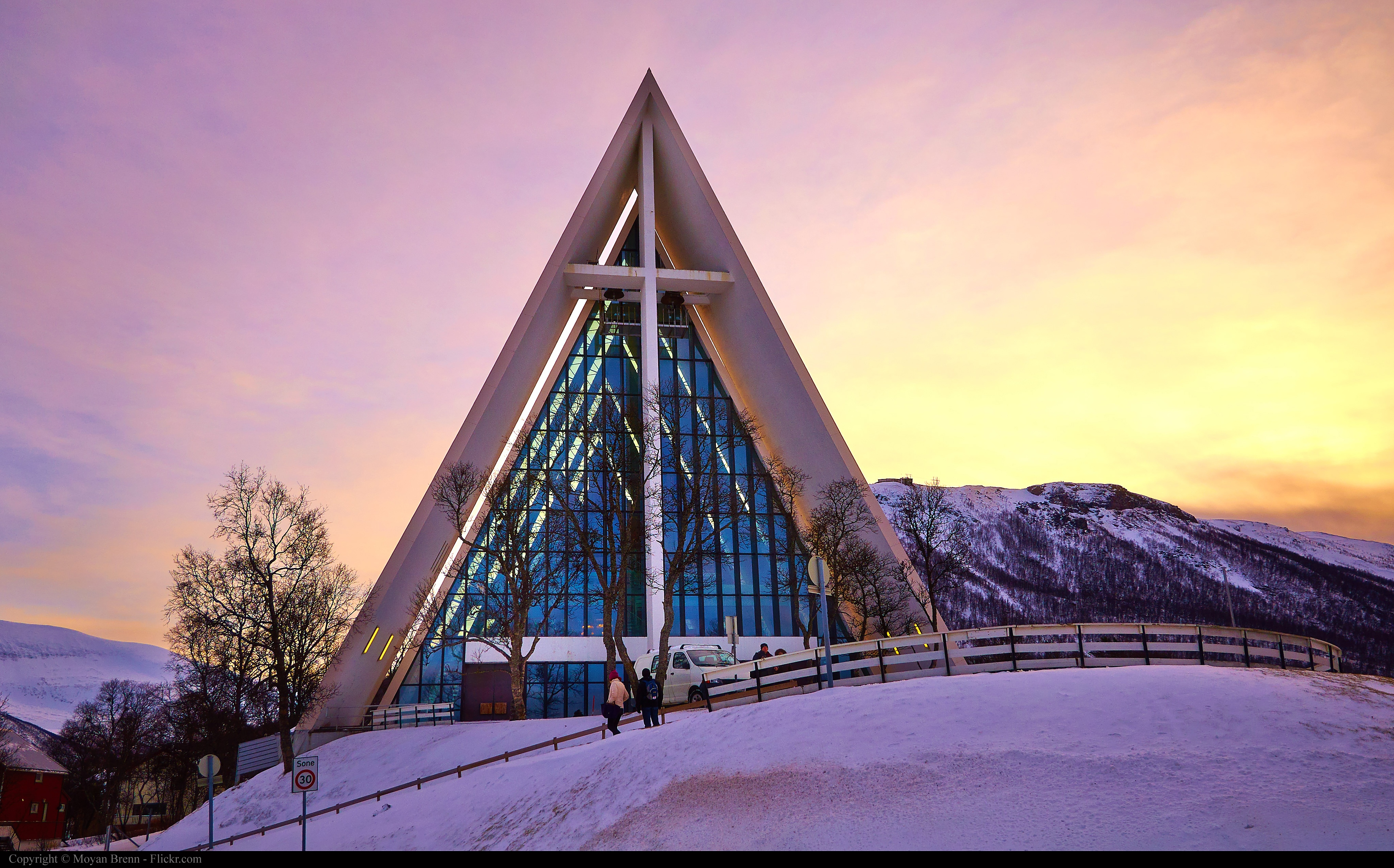
Cathédrale arctique de Tromsø
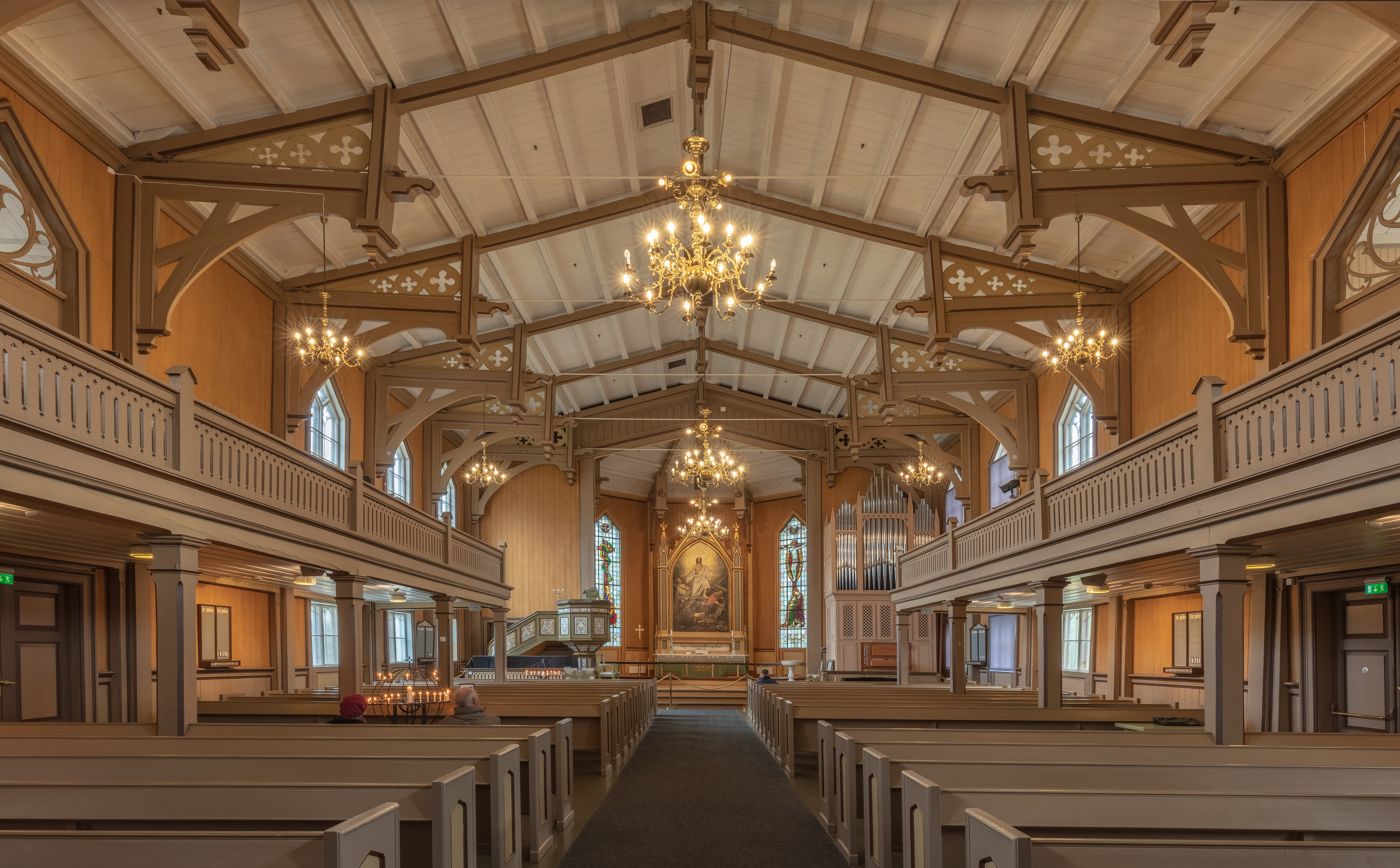
Cathédrale de Tromsø
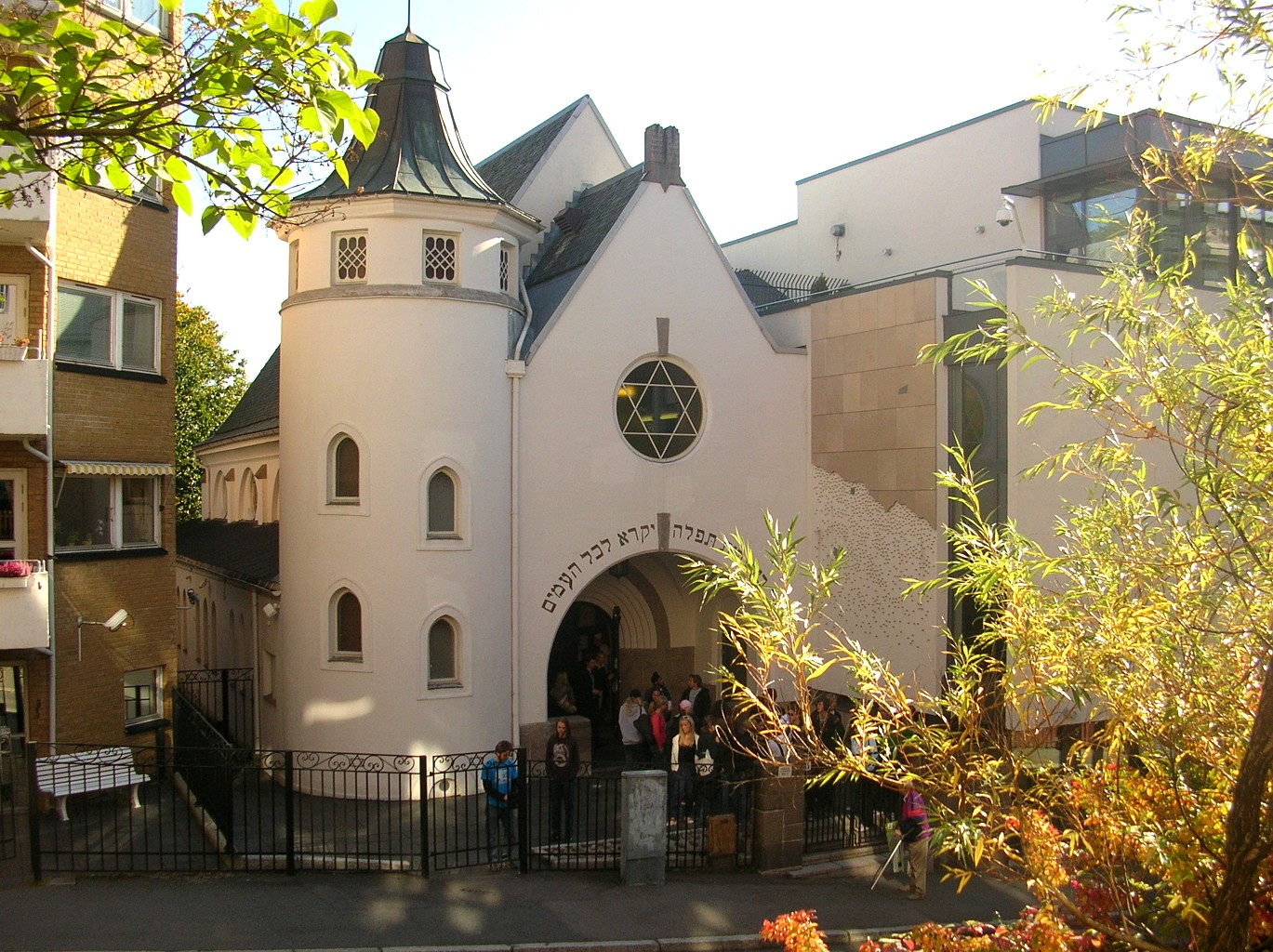
Synagogue d'Oslo
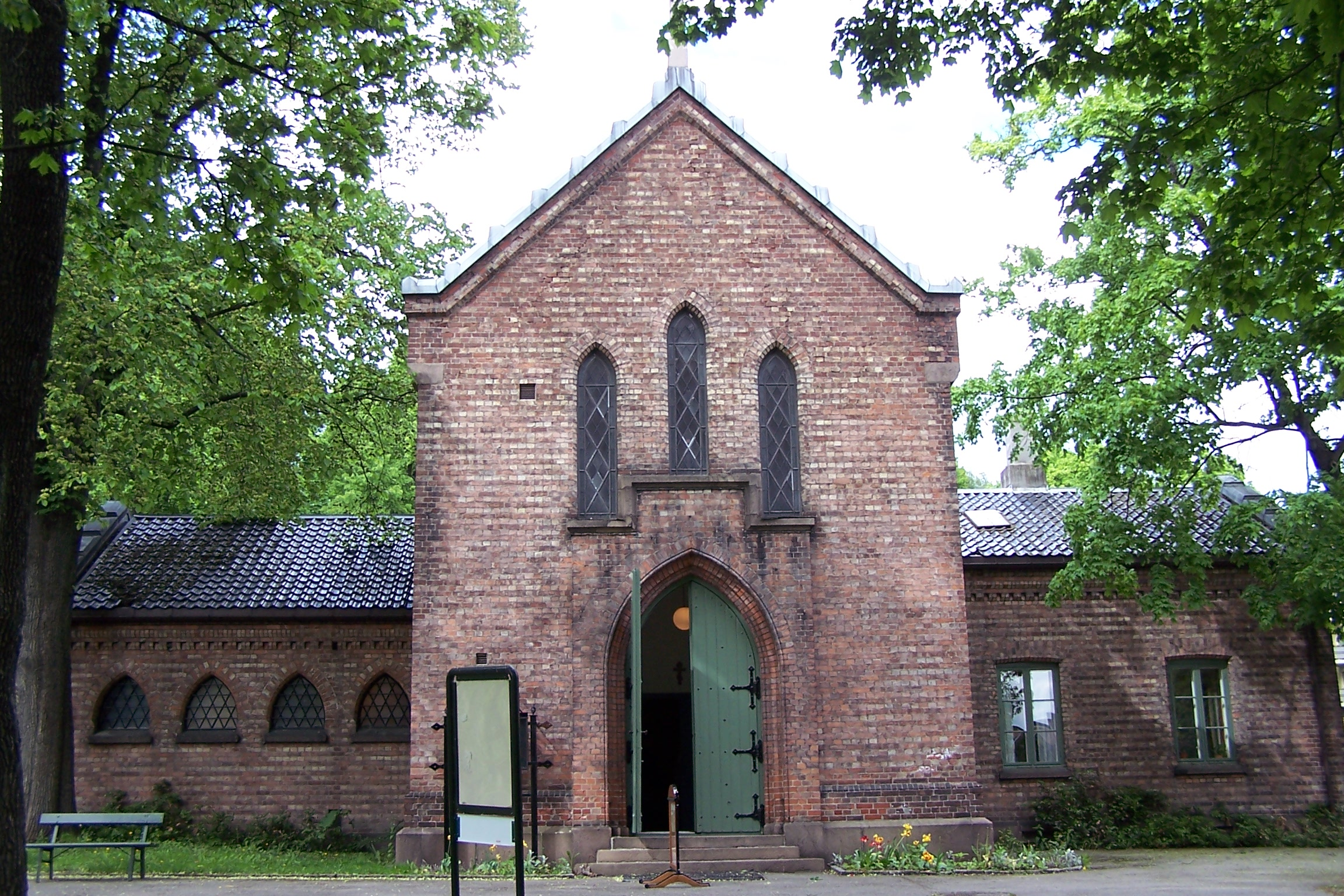
Oslo : église orthodoxe Notre Sauveur
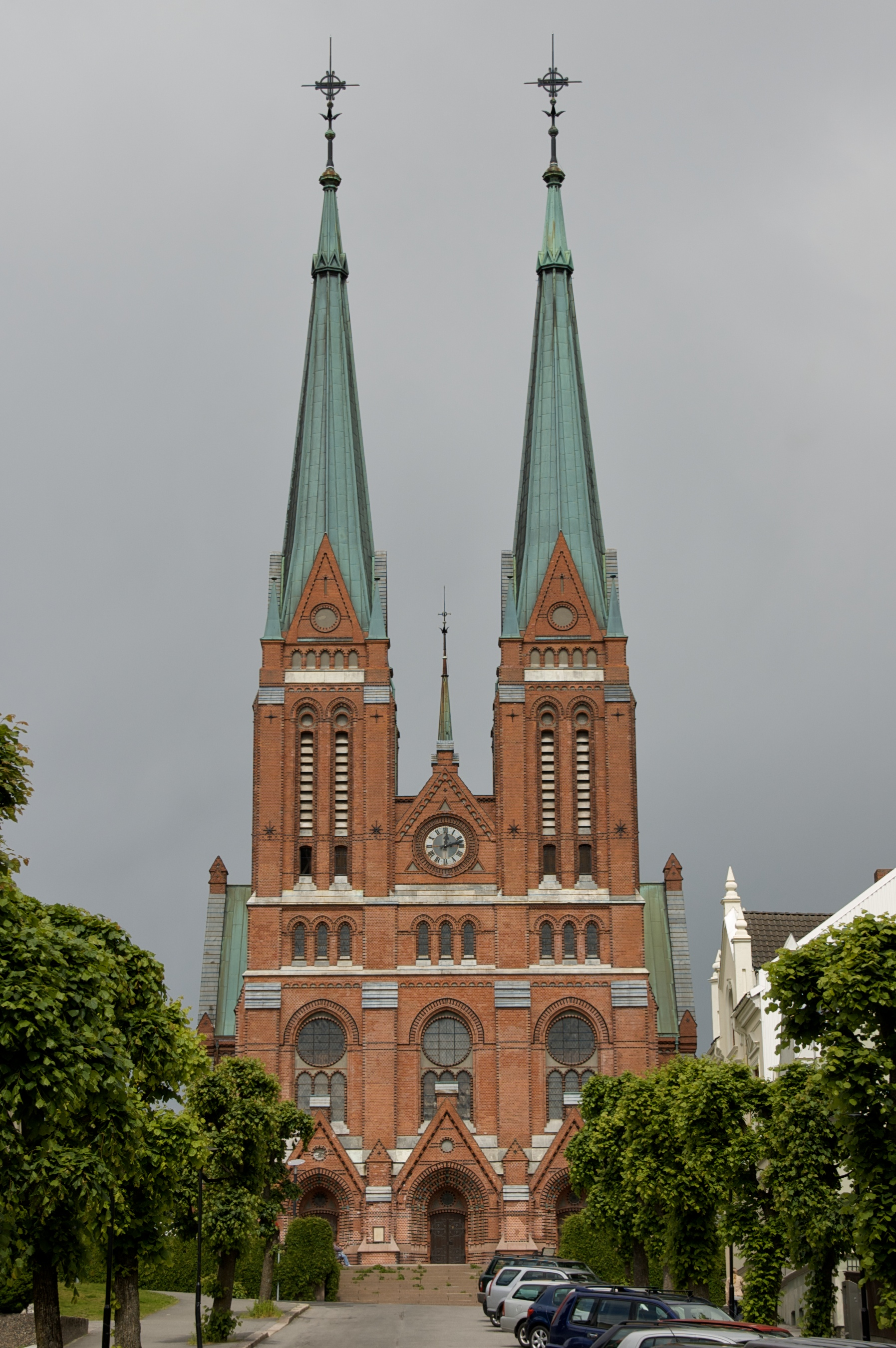
Église de Skien

## Repères 2020
Les chiffres proviennent de la version anglophone de l'article et correspondent aux données officielles de 2018, pour une population totale approximative de 5 400 000 Norvégiens.

### Christianisme (75-80%)
- Christianisme en Norvège (rubriques)
  - Église de Norvège (3 724 867, 69,91 % en 2018)), évangélique et luthérienne
  - Autres protestantismes
    - Pentecôtistes (40 632) en plusieurs affiliations
    - Brunstad Christian Church (30 000 ?)
    - Église évangélique luthérienne libre de Norvège (19 500)
    - Swedish Margareta Congregation in Oslo (19 500 ?)
    - Témoins de Jéhovah (12 680)
    - Méthodistes (10 190)
    - Baptistes (10 731)
    - Mormons (4 300)
    - Autres (66 000) : adventisme, anglicanisme

  - Catholicisme en Norvège (entre (95 000) et (230 000) vers 2010) (160 884, 14,8 % en 2018)
  - Orthodoxie orientale en Norvège (en) (11 205)

### Autres spiritualités (< 18%)
- Religion samie (<55 000 ?)(pour une population en 2018 de 55 544 Samis et christianisée)
- Islam en Norvège (155 527)
- Judaïsme (809), Histoire des Juifs en Norvège, Shoah en Norvège, Antisémitisme en Norvège (en)
- Foi baha'ie en Norvège (en) (1 118)
- Hindouisme en Norvège (en) (11 405)
- Sikhisme en Norvège (en) (3 984)
- Bouddhisme en Norvège (en) (21 044)
- Ásatrú (1 000 ?)
- Théosophie en Scandinavie (en) (1 000 ?)

### Autres
- Autres spiritualités non spécifiées ()
- Agnosticisme, Athéisme, sans religion déclarée ( 36,4 %)
- Association humaniste norvégienne (96 276 adhérents, 1,81 %)
- Indifférence ou refus de réponse ()
- Irréligion en Norvège (en) : 76 % des Norvégiens sont enregistrés à l'Église de Norvège, mais la majorité des Norvégiens déclarent ne pas croire en une divinité…